# Liste der Monuments historiques in Orches
Die Liste der Monuments historiques in Orches führt die Monuments historiques in der französischen Gemeinde Orches auf.

## Liste der Bauwerke
| Bezeichnung           | Beschreibung                                                                                                | Standort          | Kennzeichnung | Schutzstatus | Datum | Bild |
| --------------------- | --- | ----------------- | ------------- | ------------ | ----- | ---- |
| Château de Puygarreau | Portal des Schlossparks, erbaut im 17. Jahrhundert; auch auf dem Gebiet der Gemeinde Saint-Genest-d’Ambière | (Lage)            | PA00105568    | Inscrit      | 1988  |      |
| Kirche St-Hilaire     | Erbaut Ende des 12. Jahrhunderts                                                                            | (Lage)            | PA00105569    | Inscrit      | 1935  |      |
| Polissoir             | Neolithikum                                                                                                 | Beauregard (Lage) | PA00105570    | Classé       | 1932  |      |

## Liste der Objekte
- Monuments historiques (Objekte) in Orches in der Base Palissy des französischen Kultusministeriums